# 山口コ・メディカル学院
山口コ・メディカル学院（やまぐちこめでぃかるがくいん）は、山口県山口市にある専修学校。実践的な教育、全人教育を実施している。
1989年、山口市から土地、建物の提供を受けて開校した公設民営の学校法人山口コア学園 山口コンピュータ専門学校に続き、1996年、リハビリテーションの専門学校として公設民営方式で開校した。
開校当初は、理学療法学科 定員30名、作業療法学科の2学科であったが、1998年、言語聴覚療法学科を設立した。
2006年、文部科学省が新設した高度専門士制度に認定された。
平成24年度、職業能力開発関係厚生労働大臣表彰を受けた。
2013年、言語聴覚療法学科を言語聴覚学科へ改称した。